# Daniel Carroll
Daniel Carroll (Upper Marlboro (Maryland), 22 juli 1730 – Rock Creek (Maryland), 5 juli 1796) was een Amerikaans politicus en een van de ondertekenaars van de Amerikaanse grondwet.

## Levensloop
Carroll groeide op in een van de prominenste rooms-katholieke families in de Britse koloniën in Amerika. Zijn jongere broer John Carroll werd de eerste Rooms-katholieke bisschop in de Verenigde Staten. Van 1742 tot 1748 studeerde Carroll in Vlaanderen in een Jezuïetenklooster. Na zijn terugkeer in Amerika raakte hij steeds meer betrokken bij de patriottistische beweging. Van beroep was Carroll plantagehouder. Hij steunde de roep om Amerikaanse onafhankelijkheid, ondanks de eventuele gevolgen voor zijn economische en sociale positie.
Als Rooms-katholiek was Carroll onder de Britten uitgesloten van alle publieke ambten. Nadat de Verenigde Staten zich onafhankelijk had verklaard werd hij gekozen in de Senaat van de staat Maryland. Daarin had hij van 1777 tot 1781 zitting. Aan het einde van zijn termijn werd Carroll verkozen om Maryland te vertegenwoordigen bij het Continental Congress. Daarin had hij tot 1884 zitting. In het eerste jaar ondertekende Carroll de Articles of Confederation.
Tijdens de Constitutional Convention stelde Carroll zich zeer actief op. Hij was voorstander van een sterke centrale overheid om de handel tussen de staten onderling en met andere naties te reguleren. Ook was hij tegen elke vorm van betaling van Congresleden, omdat het Congres daardoor geheel afhankelijk zou worden van de centrale overheid. Daardoor zou zij in kracht inboeten. Samen met Thomas Fitzsimons was Carroll een van de twee Rooms-katholieken die de grondwet ondertekende.
Carroll was een van de drie commissarissen die aangesteld was voor de vorming van het District of Columbia. Hij bezat een van de vier boerderijen waarop de nieuwe hoofdstad gebouwd zou worden. Samen met David Stuart legde hij op 15 april 1791 de eerste steen voor de bouw van Washington D.C..
Op staatsniveau hield Carroll zich vooral bezig met de ratificatie van de grondwet door Maryland. Nadat deze was goedgekeurd werd hij namens Maryland gekozen in het Huis van Afgevaardigden. Later werd Carroll gekozen in de Senaat van Maryland. In 1795 was hij door gezondheidsprobleem gedwongen om zich uit het politieke leven terug te trekken.
Baldwin · Bassett · Bedford · Blair · Blount · Brearley · Broom · Butler · Carroll · Clymer · Daniel · Dayton · Dickinson · Few · Fitzsimons · Franklin · Gilman · Gorham · Hamilton · Ingersoll · Johnson · King · Langdon · Livingston · Madison · McHenry · Mifflin · G. Morris · R. Morris · Paterson · C. C. Pinckney · Pinckney · Read · Rutledge · Sherman · Spaight · Washington · Williamson · Wilson
- International Standard Name Identifier: 0000 0000 3805 4355
- Library of Congress Control Number: n2001120367
- Nationale Bibliotheek van Israël: 987010649957205171
- SNAC: w6r8968w
- Biographical Directory of the United States Congress: C000187
- Virtual International Authority File: 31350550
- WorldCat: E39PBJmdqfV7dDw8mQ6g9y6VG3